# Stephanie Watts
Stephanie Courtney Watts (ur. 12 kwietnia 1997 w Wesley Chapel) – amerykańska koszykarka występująca na pozycji rzucającej, obecnie zawodniczka Cadi La Seu, a w okresie wiosenno-letnim Minnesoty Lynx, w WNBA.
Wystąpiła w spotkaniach gwiazd amerykańskich szkół średnich McDonald’s All-American i Jordan Brand Classic. W 2015 została wybrana najlepszą koszykarką szkół średnich stanu Karolina Północna (North Carolina Gatorade Player of the Year. Czterokrotnie otrzymała nagrodę da najlepsze koszykarki konferencji (Southern Carolina Conference Player of the Year). Zaliczyła trzy z czterech quadruple-doubles w historii żeńskiej koszykówki szkół średnich w Karolinie Północnej.
4 lutego 2023 zawarła umowę z Minnesotą Lynx na czas obozu treningowego.

## Osiągnięcia
Stan na 16 marca 2023, na podstawie, o ile nie zaznaczono inaczej.

### NCAA
- Uczestniczka rozgrywek turnieju NCAA (2016, 2021)
- Najlepsza pierwszoroczna zawodniczka konferencji Atlantic Coast (ACC – 2016)
- Zaliczona do:
  - I składu najlepszych pierwszorocznych zawodniczek ACC (2016)
  - II składu ACC (2016)
- Najlepsza:
  - zawodniczka kolejki konferencji ACC (28.11.2016)
  - pierwszoroczna zawodniczka kolejki konferencji ACC (21.12.2015, 4.01.2016, 15.02.2016, 22.02.2016)

### WNBA
- Mistrzyni WNBA (2021)